# Kinga Dunikowska

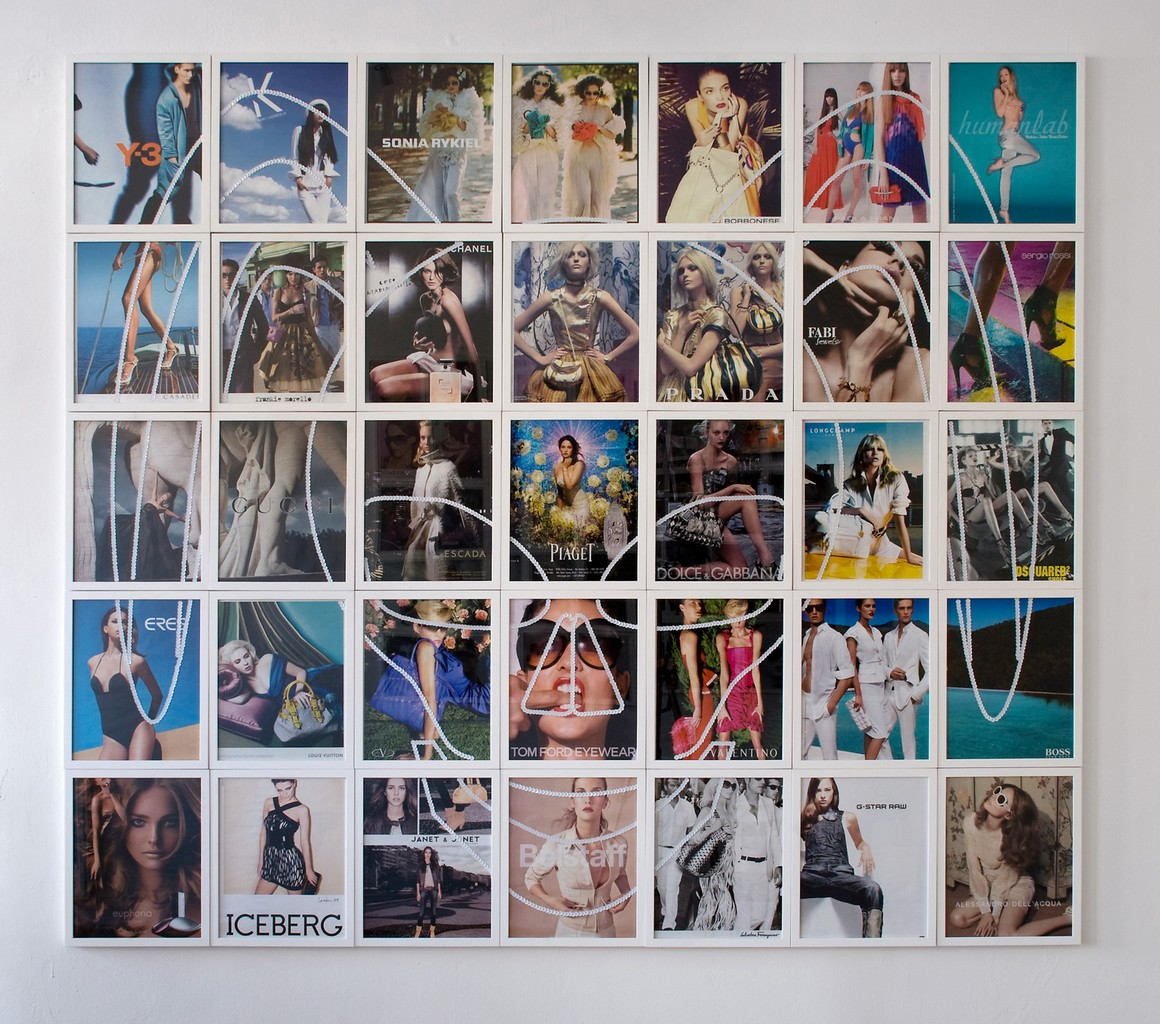
Kinga Dunikowska, Mrtvý králík, 2007

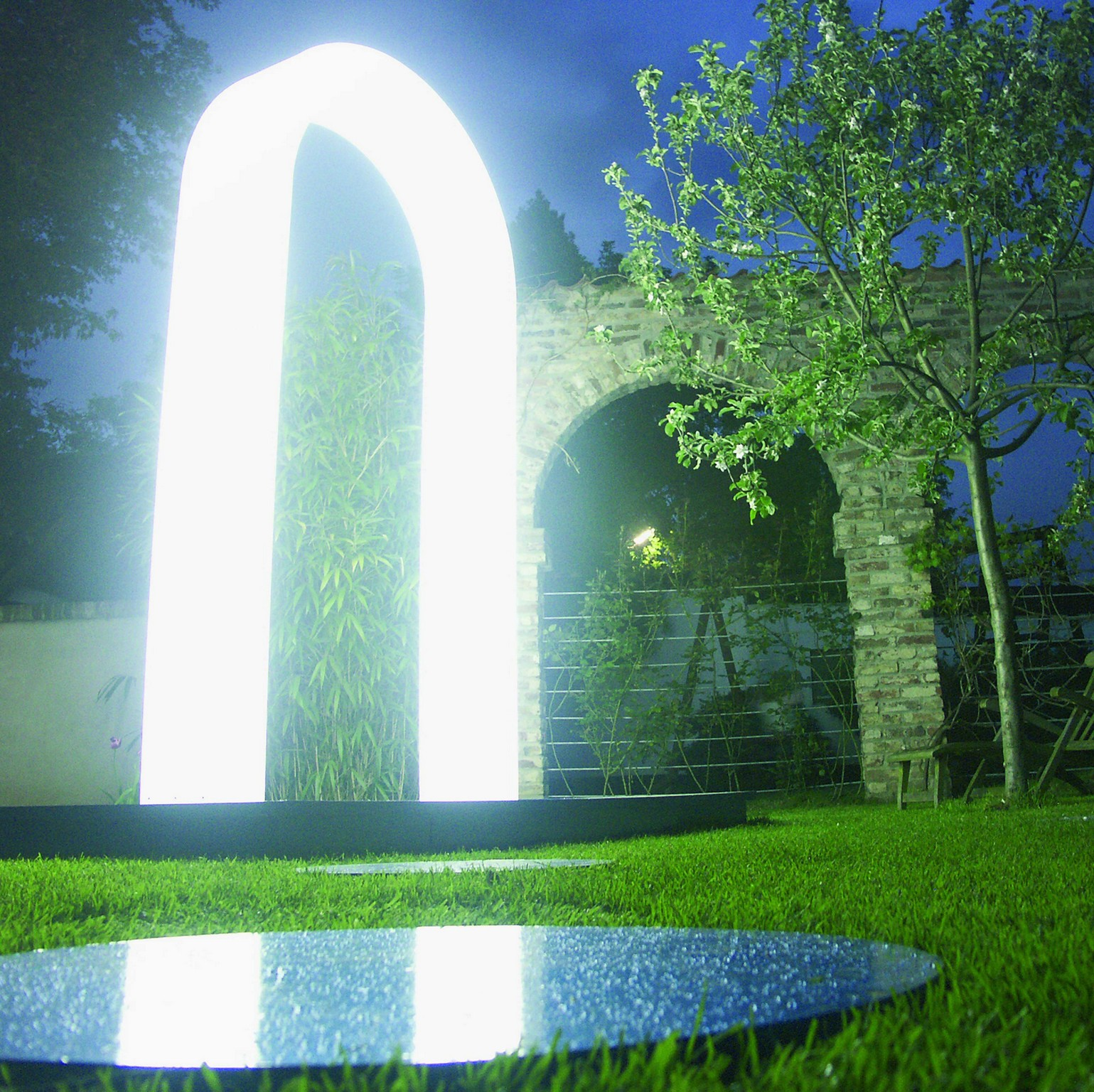
Kinga Dunikowska: Knocking On Heaven's Door, 2004

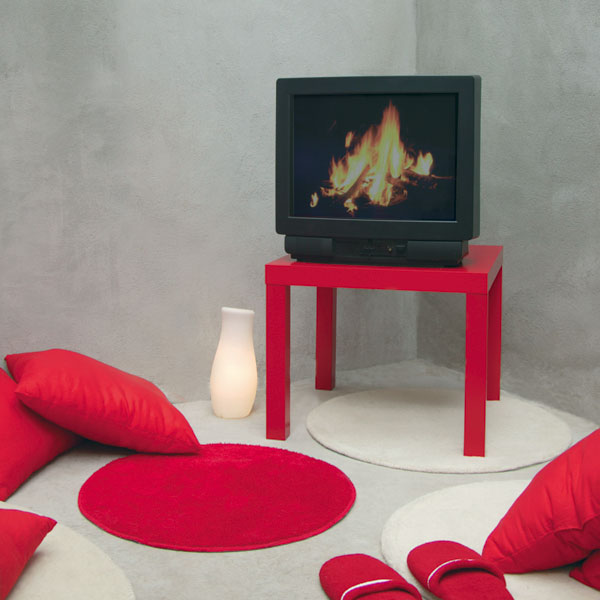
Kinga Dunikowska: Knocking On Heaven's Door, 2004

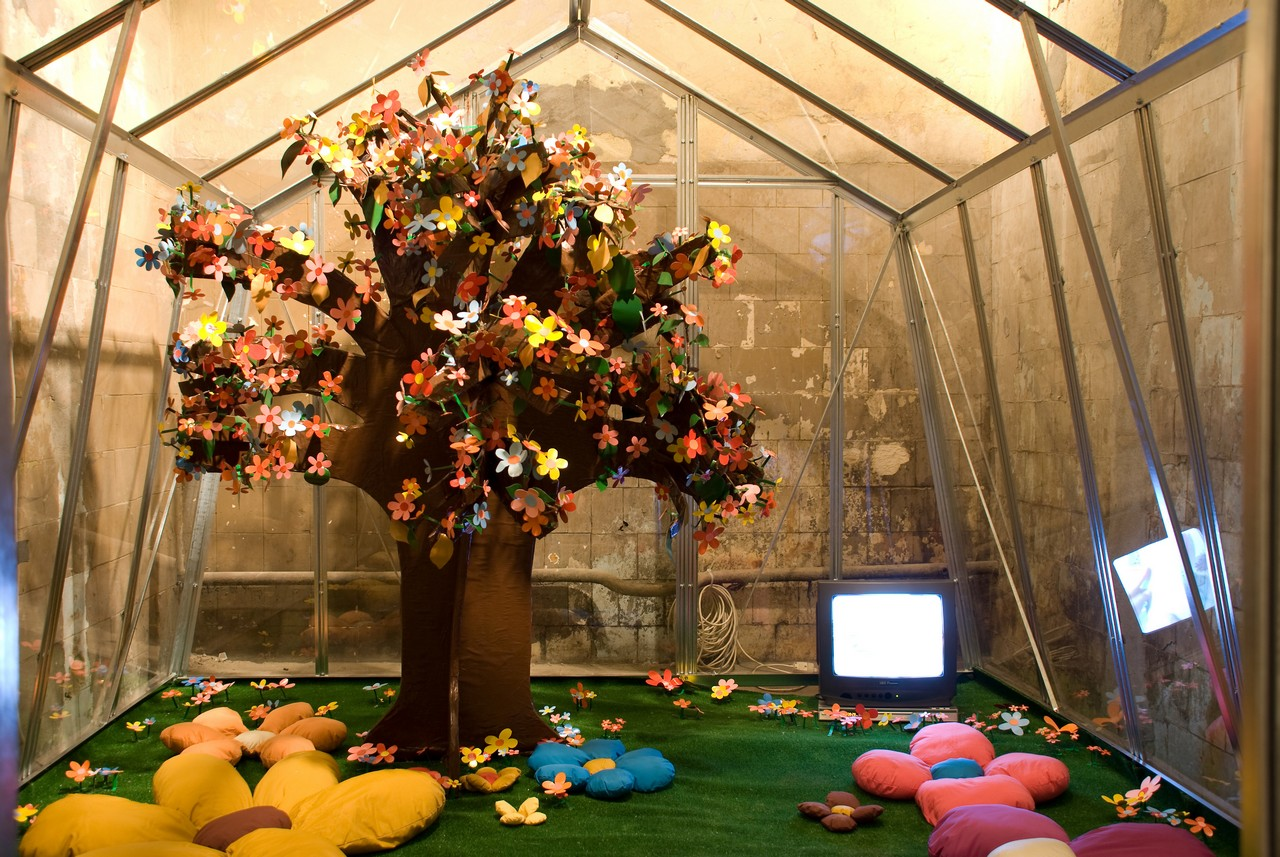
Kinga Dunikowska: Magic Garden, 2001

Kinga Dunikowska (* 1974) je polská umělkyně, zabývající se kreslením, sochařským uměním, instalacemi, fotografií a výtvarným filmem. Pracuje a žije v Berlíně a Krakově. V roce 1994 začala studovat dějiny umění, filosofii a anglickou filologie na Univerzitě Friedricha Wilhelma v Bonnu. V období 1995 – 2001 studovala na Kunstakademie v Münsteru ve studiu Reinera Ruthenbecka a Kathariny Fritschové.

## Práce
Zaměřuje se na problematiku lidové kultury a utopií. Jako jazyk používá slovník reklamy a filmu, žongluje s motivy převzatými z různých prostředí, kombinuje je s příběhy z pohádek, legend a mytologie. Její umělecká metoda je daleko od zjevné kritiky, balancuje na hraně mezi fikcí a ironií.
V cyklu Biuro Bonda (2000) uspořádala kancelář slavného Agenta 007. Použila nábytek ve stylu 70. let, na kterém byly předměty nerozlučně spjaté s filmem – sklenice na martini, shaker, fotografie mnoha jeho milenek a portrét Jejího Veličenstva.
V sérii Baby, you can drive my car (2001) používá zvukomalebné fráze přímo z komiksu a trička s nápisy, růžový model vozu Borgward Isabella, ze které bylo slyšet slavný hit Beatles.
Ve svých nejnovějších dílech pracuje s texty a symboly vypůjčené z reklamních časopisů. Komentuje tímto způsobem obraz dokonalého člověka, perfektně organizovaného a s perfektně fungujícím systémem spotřeby.

## Výstavy
Samostatné výstavy (výběr):
2009
- NEW, THE GLASSHOUSE, podczas Art Summer Tel Aviv, Tel Aviv, Israel
- First of all Pleasures, brot.undspiele Galerie, Berlín, Německo

2008
- Behind the Mirror, Galeria Foto-Medium-Art, Kraków, Polska

2006
- ...and maybe I‘ll love you, brot.undspiele Galerie, Berlín, Německo

2002
- A Breeze of Fortune, Centrum Rzezby Polskiej, Oronsko, Polsko
- Happy End, Kunstverein Gelsenkirchen, Německo (K)
- ...a rose is..., Galeria Potocka, Kraków, Polsko (K)

2001
- The temple of Ra – or – The eyes of Dr. T.J. Eckleburg, Wewerka Pavillon, Münster, Niemcy (K)
- Baby, You can Drive My Car, Kunstakademie Münster, Münster, Německo
- Magic Garden, Heidelberger Kunstverein, Heidelberg, Německo (K)

2009
- Szczyt Bohaterow, Bunkier Sztuki & Muzeum Witrazu, Kraków, Polsko

2008
- NOW! Artists of Foto-Medium-Art gallery, Mazowieckie Centrum Sztuki Wspolczesnej „Elektrownia“, Radom, Polsko
- Hippodromo 610, San Juan, Puerto Rico

2007
- 30th anniversary show, Galeria Foto-Medium-Art, Kraków, Polsko
- privatsphaere, brot.undspiele Galerie, Berlín, Německo

2006
- spiel.06 Editionen, brot.undspiele Galerie, Berlín, Německo

2005
- Installationsfoto, brot.undspiele Galerie, Berlín, Německo
- spiel.01: Kinga Dunikowska, Natalia LL, brot.undspiele Galerie, Berlín, Německo

2004
- Ladnie? O ladnym..., Mlyn nr 2 Ziarno, Kraków, Polsko (K)
- Privatgrün 2004 – Hausgarten, Kunst im privaten Raum, 55 Interventionen, Sculpture in public sapce, Kunstraum Fuhrwerkswaage, Kolonia, Německo(K)
- Affinités électives, Centre d’art contemporain (Centre for Contemporary Art), Cimaise et Portique, Albi, Francie (K)

2002
- Chat, Westfälischer Kunstverein, Münster, Německo
- Traumhaftes Münster, Stadthaus Galerie (Townhall gallery), Münster, Německo (K)
- Orte im Wandel – Radbod, Zeche Radbod, Hamm, Německo (K)

2001
- direttissima, Ausstellung im öffentlichen Raum (exhibition in public space), Münster, Německo(K)

2000
- ®klasse, Künstlerhaus Dortmund, Dortmund, Německo (K)
- mit Sicherheit. Im Zeichen der Burg, Tecklenburg, Německo
- Damensalon, 744, Münster, Německo (K)

1999
- schöne Frauen machen schöne Kunst, Kulturzentrum c.u.b.a., Münster, Německo

## Galerie

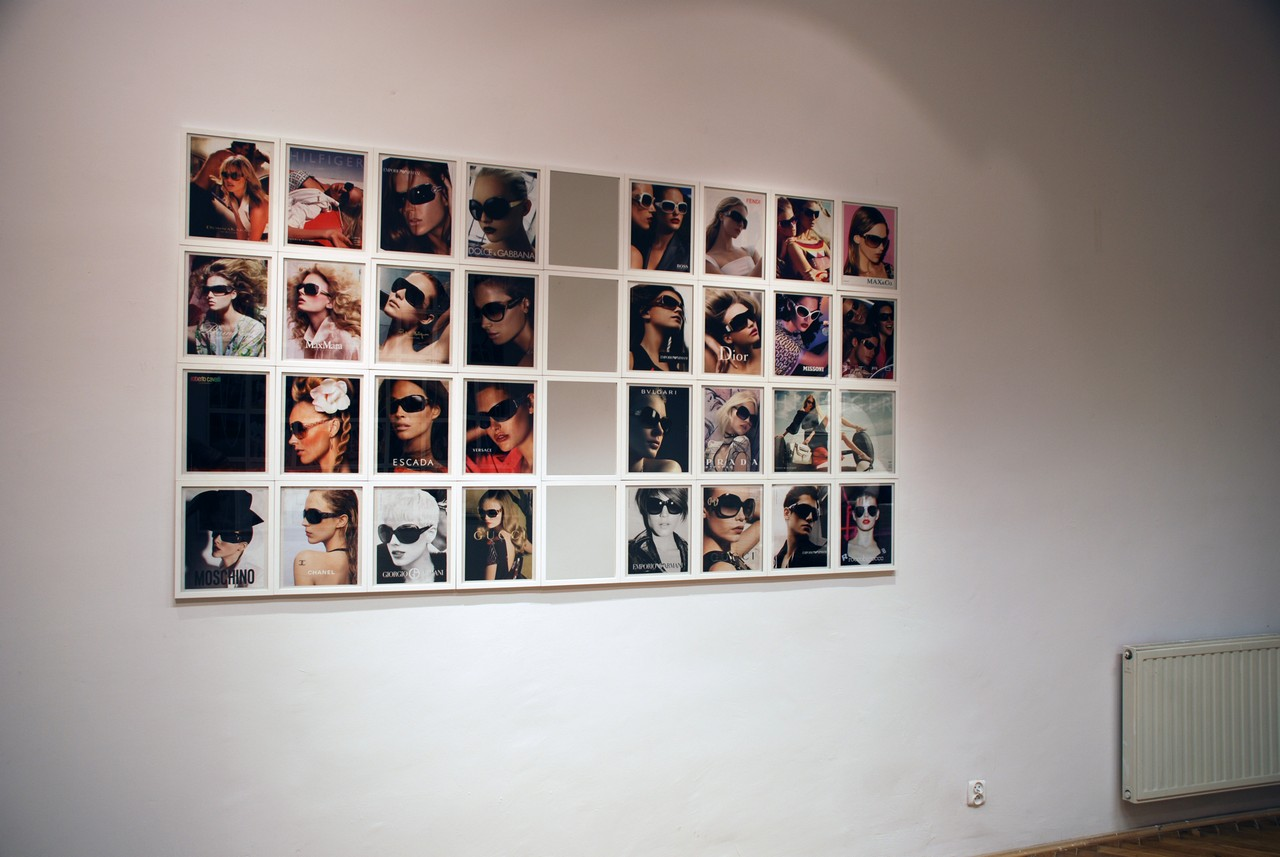
Kinga Dunikowska: alfa-beta-gamma-delta-epsilon, 2007
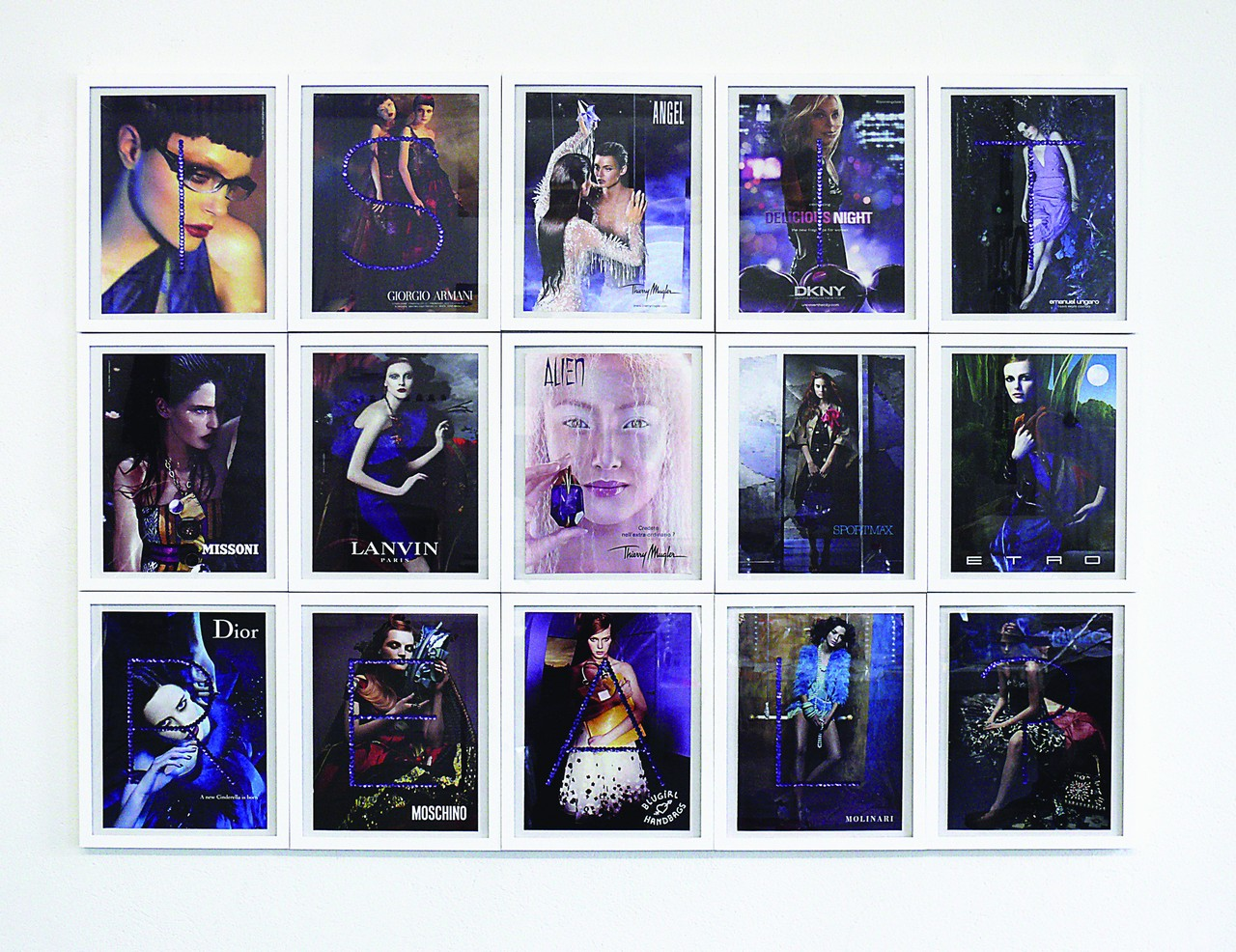
Kinga Dunikowska: Is It Real, 2009
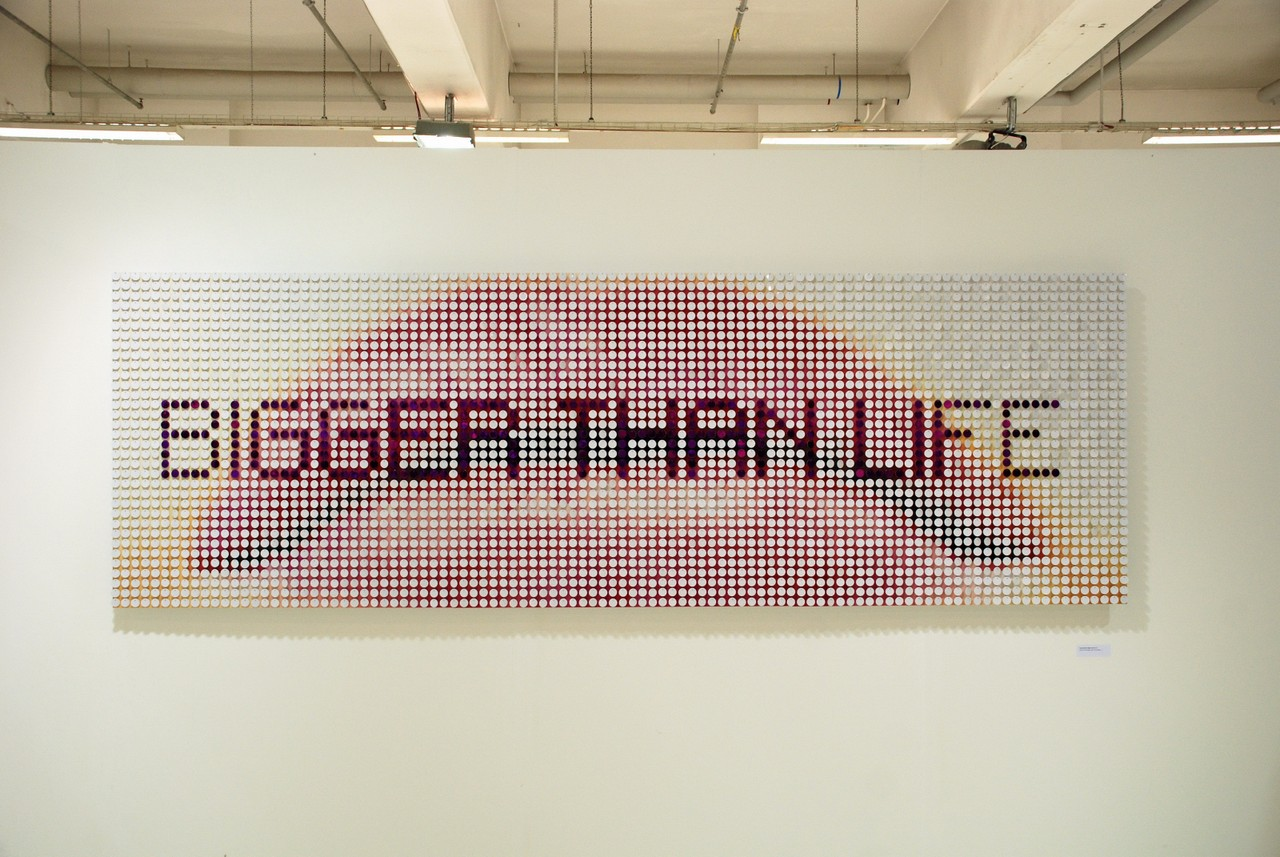
Kinga Dunikowska: Bigger Than Life, 2007

Díla publikována se svolením galerie Foto-Medium-Art.